# Chorvorish
Chorvorish (en persan : چروريش romanisé en Chorvorīsh et également connu sous le nom de Chororīsh) est un village de la province de Kermanshah en Iran. Lors du recensement de 2006, sa population était de 21 habitants répartis dans 6 familles.